# コロンビア川峡谷
コロンビア川峡谷（Columbia River Gorge）はアメリカ合衆国太平洋岸北西部を流れるコロンビア川にある峡谷である。深さは最大で1,200m、長さは130kmにおよぶ。川がカスケード山脈を横断する部分に形成されており、ワシントン州とオレゴン州の州境ともなっている。コロンビア川とデシューツ川 (オレゴン州)の合流地点から西へ向かってポートランド都市圏まで広がっている。また、コロンビア川台地と太平洋を結ぶ唯一の峡谷でもある。そのため、州間高速道路84号線、アメリカ国道30号線、ワシントン州道14号線、そして鉄道が両岸を通っている。
人気のレジャースポットともなっており、連邦政府によってコロンビア峡谷国立風致地区として保護され、アメリカ合衆国森林局によって管理されている。

## 概要
カスケード山脈を越えて太平洋へ流れ込む川は、コロンビア川の他には北カリフォルニアのクラマス川、ピット川、カナダ・ブリティッシュコロンビア州のフレーザー川の3つしかなく、4つの川がそれぞれ山脈で峡谷を形成している。その中でコロンビア川峡谷はオレゴン州とワシントン州の州境を形成し、その標高と降水量の多様さによって多様性に満ちた環境が形成されている。標高は海抜0mから1,200mに及び、降水量も年間250ミリから2,500ミリの地域まで存在する。これにより、峡谷の生態系は非常に多様であり、西部では年間1,900ミリから2,500ミリの降水によって温帯雨林が形成され、東部では年間降水量250ミリから380ミリという少なさによって草原が広がっている。また、その間にあるフッド川やザ・ダルズ近郊では乾燥した環境に適応した森林が広がる。生息地が孤立しているために固有種が多く、花では13種の固有種が存在する。
たった130kmの区間の中で温帯雨林から乾燥した草原までを見ることができるため、付近を走る州間高速道路84号線沿いからは変化に富んだ風景を楽しむことができる。西部は温帯雨林が広がり、着生植物に覆われたベイマツやアメリカツガを見ることができる。フッド川、ザ・ダルズ間の遷移エリアでは、植生がオレゴンホワイトオーク、ポンデローサマツ、ハヒロハコヤナギなどに変化する。さらに東へ行くと草原が広がっており、コントルタマツが一部生えている程度になる。
カスケード山脈の東西で気圧が異なることによって、時速56kmの風が吹き、ウィンドサーフィンやカイトサーフィンの名所となっている。また、この気圧の差によって冬季には吹雪が頻繁に発生する。
夏にはハイキング、サイクリング、魚釣りなどのレジャー、冬にはウィンタースポーツを楽しむことができる。また、オレゴン州側だけでも90以上の滝が存在し、その中には高さ190mのマルトノマ滝も含まれる。
森林局によって管理され、オレゴン州、ワシントン州の州立公園にも指定されている。

## 地質
コロンビア川峡谷が形成され始めたのは1,700万年~1,200万年前の中新世で、200万年前~70万年前の更新世にかけて峡谷が深くなっていった。

## 歴史
この峡谷には13,000年前から人類が生活していたと考えられている。アジアからベーリング地峡を渡って北アメリカにやってきたフォルサム人の痕跡が発見されている。また、ザ・ダルズのやや東に位置するセライロ滝で行われた発掘調査により、この地で1万年前から鮭漁が営まれていたことがわかっている。

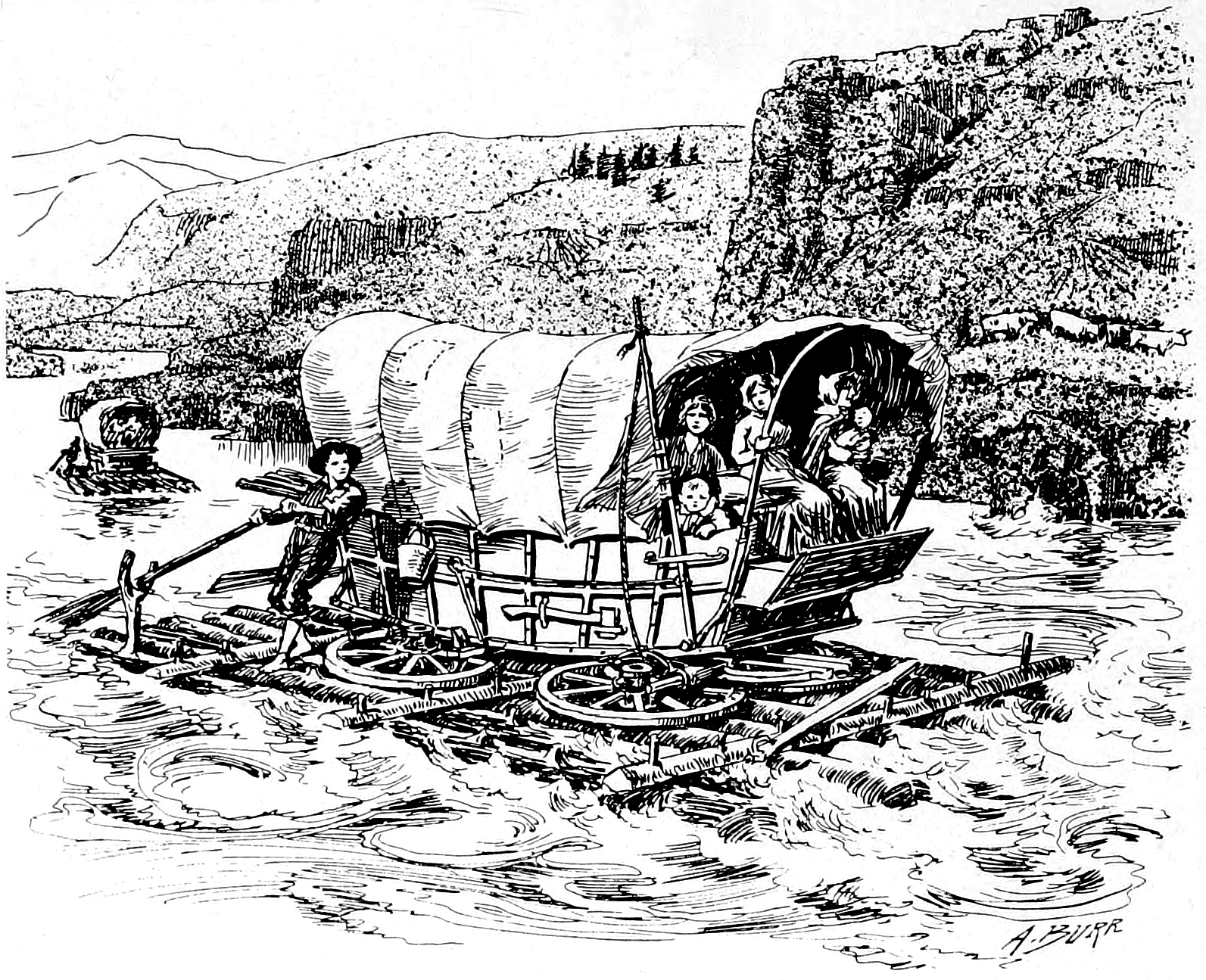
バーロウ・ロードが完成する以前、オレゴン・トレイルを通ってウィラメットバレーへと向かう入植者にとって唯一の方法はザ・ダルズから幌馬車をいかだに載せて川を下ることだった。

この峡谷は数千年前から重要な交通路として利用されてきた。ネイティブ・アメリカンたちはフッド山の北側にあるロロ峠を越えてセライロ滝へ交易のために移動していた。また、1805年にはルイス・クラーク探検隊が太平洋へ出るためにこの峠を利用した。初期のヨーロッパ人、アメリカ人入植者たちは川に蒸気船航路を設定し、川沿いに鉄道を敷いた。現在、BNSF鉄道がワシントン側で、ライバル企業のユニオン・パシフィック鉄道がオレゴン州側で路線を運行している。1997年まではアムトラックの「パイオニア号」がユニオン・パシフィック鉄道の路線を利用していた。また、ポートランド支社がBNSF鉄道の路線を利用してエンパイア・ビルダー号を運行している。
20世紀初頭にはコロンビアリバー・ハイウェイが太平洋岸北西部最初の舗装道路として敷設された。コロンビア川を利用した舟運はボンネビル・ダムとザ・ダルズ・ダムの建設によって大幅に衰退した。
1986年11月、連邦議会はこの峡谷に全国2番目となる国立風致地区を設定した。

## ギャラリー
- コロンビア川峡谷にあるクラウン・ポイント（英語版）。下流にあるチャンティクリール・ポイント（英語版）から撮影
- コロンビア川峡谷。ギフォード・ピンコット国有林（英語版）の南端から撮影
- ドッグ山（英語版）から東方、ザ・ダルズ方面を望む。
- コロンビア川峡谷のザ・ダルズ・ダム（英語版）付近にあるネイティブ・アメリカンの壁画
- コロンビア川でのカイトサーフィン
- ケープ・ホーン・トレイルからコロンビア川峡谷東方、ビーコン・ロック（英語版）方面を望む。
- クラウン・ポイントから撮影したコロンビア川峡谷
- トリプル・フォールズ
- オレオンタ川
- ホースシェルフ・ビュート（ザ・ダルズ付近）